# Gérard Gravelle
Gérard „Gerry” Gravelle (ur. 15 grudnia 1934 w Hull, zm. 29 grudnia 2022) – kanadyjski skoczek narciarski, uczestnik Zimowych Igrzysk Olimpijskich 1960 i Mistrzostw Świata w Narciarstwie Klasycznym 1962.
Wystartował w Zimowych Igrzyskach Olimpijskich 1960 w Squaw Valley. Wówczas, w konkursie skoków na skoczni normalnej zajął 34. miejsce.
W lutym 1962 uczestniczył w mistrzostwach świata w narciarstwie klasycznym. W konkursie na skoczni K-60 był zajął 51. miejsce.
W sezonie 1959/1960 wystartował w 8. Turnieju Czterech Skoczni. We wszystkich czterech konkursach plasował się w czwartej dziesiątce. Pozwoliło mu to zająć 29. miejsce w klasyfikacji generalnej Turnieju Czterech Skoczni.

## Osiągnięcia

### Igrzyska olimpijskie
| Igrzyska           | Data           | Skocznia | Konkurs | Skok 1    | Skok 1 | Skok 2    | Skok 2 | Nota łączna | Miejsce | Strata | Zwycięzca        | Źródło |
| Igrzyska           | Data           | Skocznia | Konkurs | Odległość | Nota   | Odległość | Nota   | Nota łączna | Miejsce | Strata | Zwycięzca        | Źródło |
| ------------------ | -------------- | -------- | ------- | --------- | ------ | --------- | ------ | ----------- | ------- | ------ | ---------------- | ------ |
| 1960, Squaw Valley | 28 lutego 1960 | normalna | ind.    | 79,5      | 94,4   | 70,0      | 91,0   | 185,4       | 34.     | 41,8   | Helmut Recknagel | [ 6 ]  |

### Mistrzostwa świata
| Mistrzostwa    | Data           | Skocznia | Konkurs | Skok 1    | Skok 1 | Skok 2    | Skok 2 | Skok 3    | Skok 3 | Nota łączna | Miejsce | Strata | Zwycięzca    | Źródło |
| Mistrzostwa    | Data           | Skocznia | Konkurs | Odległość | Nota   | Odległość | Nota   | Odległość | Nota   | Nota łączna | Miejsce | Strata | Zwycięzca    | Źródło |
| -------------- | -------------- | -------- | ------- | --------- | ------ | --------- | ------ | --------- | ------ | ----------- | ------- | ------ | ------------ | ------ |
| 1962, Zakopane | 21 lutego 1962 | normalna | ind.    | 56,0      | 82,5   | 60,5      | 89,5   | 62,5      | 90,0   | 179,5       | 51.     | 44,1   | Toralf Engan | [ 3 ]  |